# 소닉 점프 피버
《소닉 점프 피버》(Sonic Jump Fever)는 2014년 7월 10일 하드라이트가 개발하고 세가가 출시한 플랫폼 모바일 게임으로, 소닉 점프의 후속작이다. iOS 및 안드로이드로 출시되었다.

## 게임 플레이
게임 플레이는 소닉 점프와 비슷한 형식으로, 가장 높은 곳에 닿는 것이 목적인 게임이다. 사용 방법은 방향키 대신 휴대폰의 기울임을 사용하며, 탭을 하여 더블 점프를 할 수 있다. 하지만 소닉 점프와는 다르게 멀티 플레이어가 가능하고, 순위판은 일주일에 두번씩 변경된다. 이전과는 다르게 아래에서 적들을 칠 때에도 피격판정이 가능하다.

## 평가
| 평가                                                                                                  |        |
| --- | ------ |
| 통합 점수 통합사 점수 메타크리틱 54/100 [ 4 ] 평론 점수 평론사 점수 게임지보 포켓 게이머 터치아케이드 |        |
| 통합 점수                                                                                             |        |
| 통합사                                                                                                | 점수   |
| 메타크리틱                                                                                            | 54/100 |
| 평론 점수                                                                                             |        |
| 평론사                                                                                                | 점수   |
| 게임지보                                                                                              | 3.5/별 |
| 포켓 게이머                                                                                           | 2.5/별 |
| 터치아케이드                                                                                          | 2/별   |